# Dikome Ngolo
Pour les articles homonymes, voir Dikome.
Dikome Ngolo (ou Dikombe Ngolo) est un village du Cameroun situé dans la commune de Toko, une des 9 communes du département du Ndian de la Région du Sud-Ouest. Le village se situe à 1 532 m d'altitude, en bordure du parc national de Korup.

## Population
Selon le recensement de 2005, le village compte 300 habitants qui font partie du groupe ethnique des Ngolo. Le chef du village se nomme Manfred Dibo Effiong